# Spinoserolis latifrons
Spinoserolis latifrons är en kräftdjursart som först beskrevs av White 1847.  Spinoserolis latifrons ingår i släktet Spinoserolis och familjen Serolidae. Inga underarter finns listade i Catalogue of Life.